# The Lipton Championships 1998
Der The Lipton Championships 1998 waren ein Tennisturnier der WTA Tour 1998 für Damen und ein Tennisturnier der ATP Tour 1998 für Herren, welche zeitgleich vom 19. bis 28. März 1998 in Key Biscayne bei Miami stattfanden.

## Herrenturnier
→ Hauptartikel: The Lipton Championships 1998/Herren

## Damenturnier
→ Hauptartikel: The Lipton Championships 1998/Damen